# Gustaf Olivecrona
Gustaf Axel Elias Olivecrona, född 9 februari 1924 i Stockholm, död 21 november 2005 på Lidingö, var en svensk journalist och författare.

## Biografi
År 1947 gick Olivecrona ut från Handelshögskolan i Stockholm. Efter studier vid Berkeley-universitetet utanför San Francisco, fick han arbete vid San Francisco Chronicle. Han arbetade bland annat med Pierre Salinger, som senare blev pressekreterare åt John F Kennedy.
Olivecrona var anställd vid Sveriges Radio 1952-1984. Han utgjorde tillsammans med Åke Ortmark och Lars Orup den grupp, de tre O:na, som anses ha introducerat skjutjärnsjournalistiken i svensk television. Bland hans böcker märks De nya miljonärerna.
Olivecrona var son till hjärnkirurgen Herbert Olivecrona. Han var gift med skådespelerskan Gunnel Broström från 1958 till sin död.